# Hyakujū Sentai Gaoranger
Time Rangers Hurricanegers
Hyakujū Sentai Gaoranger (百獣戦隊ガオレンジャー, Hyakujū Sentai Gaorenjā, littéralement Gaoranger, l'escadron des cent animaux) est une série télévisée japonaise du genre sentai en 51 épisodes de 25 minutes produite en 2001. C'est la 25e série du genre, et donc une série anniversaire.

## Synopsis
Il y a 3000 ans, une terrible guerre éclata entre la tribu Org et les humains. Grâce aux Power Animals, les Gao Guerriers vainquirent la tribu Org et l'emprisonnèrent... Mais un jour, la tribu Org fut libérée et commença à semer la destruction sur Terre… Les Power Animals se mirent alors à la recherche des descendants de Gao Guerriers, et après les avoir trouvés, les transformèrent en Gao Rangers et leur confièrent la mission de lutter contre la tribu Org.

## Personnages

### Gao Rangers
- Kakeru Shishi (獅子 走, Shishi Kakeru?) / Gao Red ! (ガオレッド, Gao Reddo?) : Après s'être transformé, il dit : « Le lion flamboyant ! Gao Red ! » (「灼熱の獅子！ガオレッド！」, « Shakunetsu no Shishi!  Gao Reddo! »?)
  - Armes : Lion Fang (ライオンファング, Raion Fangu?), Gao Mane Buster (ガオメインバスター, Gao Mein Basutā?)
  - Attaques : Blazing Fire (ブレイジングファイヤー, Bureijingu Faiyā?), Normal Mode (ノーマルモード, Nōmaru Mōdo?), Final Mode (ファイナルモード, Fainaru Mōdo?)
- Gaku Washio (鷲尾 岳, Washio Gaku?) / Gao Yellow (ガオイエロー, Gao Ierō?) :  Après s'être transformé, il dit : « L'aigle sauvage majestueux ! Gao Yellow ! » (「孤高の荒鷲！ガオイエロー！」, « Kokō no Arawashi! Gao Ierō! »?)
  - Armes : Eagle Sword (イーグルソード, Īguru Sōdo?)
  - Attaques : Noble Slash (ノーブルスラッシュ, Nōburu Surasshu?) Feather Cutters (フェザーカッター, Fezā Kattā?)
- Kai Samezu (鮫津 海, Samezu Kai?) / Gao Blue (ガオブルー, Gao Burū?)  Après s'être transformé, il dit :« Le requin déferlant ! Gao Blue ! » (「怒涛の鮫！ガオブルー！」, « Dotō no Same! Gao Burū! »?)
  - Armes : Shark Cutters (シャークカッター, Shāku Kattā?)
  - Attaques : Surging Chopper (サージングチョッパー, Sājingu Choppā?)
- Sôtarô Ushigome (牛込 草太郎, Ushigome Sōtarō?) / Gao Black (ガオブラック, Gao Burakku?) :  Après s'être transformé, il dit : « Le féroce bison d'acier ! Gao Black ! » (「鋼の猛牛！ガオブラック！」, « Hagane no Mōgyū! Gao Burakku! »?)
  - Armes : Bison Axe (バイソンアックス, Baison Akkusu?)
  - Attaques : Iron Broken (アイアンブロークン, Aian Burōkun?)
- Sae Taiga (大河 冴, Taiga Sae?) / Gao White (ガオホワイト, Gao Howaito?) :  Après s'être transformée, elle dit : « L'élégante tigresse blanche ! Gao White ! » (「麗しいの白虎！ガオホワイト！」, « Uruwashī no Byakko! Gao Howaito! »?)
  - Armes : Tiger Baton (タイガーバトン, Taigā Baton?)
  - Attaques : Belle Crisis (ベルクライシス, Beru Kuraishisu?), White Tiger Cross Cut (白虎十文字斬り, Byakko Jūmonji Giri?)
- Shirogane (シロガネ, Shirogane?) / Gao Silver (ガオシルバー, Gao Shirubā?) (épisode 24) : Né sous le nom de Tsukumaro Ôgami (大神 月麿, Ōgami Tsukumaro?).  Après s'être transformé, il dit : « Le loup étincelant ! Gao Silver ! » (「閃烈の銀狼！ガオシルバー！」, « Senretsu no Ginrō! Gao Shirubā! »?)
  - Armes : Gao Hustler Rod (ガオハスラーロッド, Gao Hasurā Roddo?)
  - Attaques : Silver Wolf Full Moon Cut (狼満月斬り, Ginrō Mangetsu Giri?), Evil-Crushing Star-beasts Orbs (破邪聖獣球, Haja Seijūkyū?)

L'appel nominal se conclut par « Partout où il y a de la vie, le rugissement de la justice se fera entendre ! » (「命あるところ、正義の雄叫びあり！」, « Inochi aru tokoro, seigi no otakebi ari! ») suivi de « Hyakujū Sentai Gao Rangers ! » (「百獣戦隊ガオレンジャー！」, « Hyakujū Sentai Gaorenjā! »).

### Soutien
- Tetom (テトム, Tetomu?) : Elle vit en compagnie des Gao Rangers, à bord de Gao's Rock (ガオズロック, Gaozu Rokku?), un rocher en forme de tortue capable de voler. Les Power Animals sont répartis sur Animalium, l'île céleste (天空島アニマリウム, Tenkū tō Animariumu?).
- Kaito (魁人, Kaito?) :
- Princesse Iriya (皇女伊莉耶, Ōjo Iriya?) :

### Tribu ogre Org
La tribu ogre Org (鬼族オルグ, Onizoku Orugu) est dirigée par les Highness Duke Orgs (ハイネスデュークオルグ, Hainesu Dyūku Orugu) :
- - Highness Duke Org Shuten (ハイネスデュークオルグ シュテン, Hainesu Dyūku Orugu Shuten?) (épisodes 2-14, 47-49)
  - Highness Duke Org Ura (ハイネスデュークオルグ ウラ, Hainesu Dyūku Orugu Ura?) (épisodes 14-24, 26-30, 47-49)
  - Highness Duke Org Rasetsu (ハイネスデュークオルグ ラセツ, Hainesu Dyūku Orugu Rasetsu?) (épisodes 32-44, 47-49)
  - Org ultime Hyakkimaru (究極オルグ百鬼丸, Kyūkyoku Orugu Hyakkimaru?) (épisodes 23, 33, 37)
  - Org ultime Senki (究極オルグセンキ, Kyūkyoku Orugu Senki?) (épisodes 49-51)

Plus bas dans la hiérarchie, se trouvent les Duke Orgs :
- Duc Org Yabaiba (デュークオルグ ヤバイバ, Dyūku Orugu Yabaiba?) (épisodes 1-26, 31-Hurricanger vs. Gaoranger)
- Duchesse Org Tsuetsue (デュークオルグ ツエツエ, Dyūku Orugu Tsuetsue?) (épisodes 1-26, 31-42, 47-Hurricanger vs. Gaoranger, Bôkenger vs. Super Sentai) : Elle fait grandir les monstres vaincus grâce à la formule « Ô graines Org, conférez de nouveau ces pouvoirs extraordinaires à ce mal qui se meurt ! Le démon est dedans ! La joie est dehors ! » (「オルグシードよ、消えゆかんとする邪悪に再び巨大なる力を！鬼は内！福は外！」, « Orugu Shīdo yo, kiyukan to suru jāku ni futatabi kyodai naru chikara o! Oni wa uchi! Fuku wa soto! »?).
- Duc Org Lôki (デュークオルグ 狼鬼, Dyūku Orugu Rōki?) (épisodes 15-23, 26, 30)
- Ducs Org Kyurara et Propela (デュークオルグ キュララ＆プロプラ, Dyūku Orugu Kyurara to Puropura?) (épisodes 32-33)
- Duc Org Dorodoro (デュークオルグ ドロドロ, Dyūku Orugu Dorodoro?) (épisodes 42-43)

Les Orgettes (オルゲット, Orugetto) (épisodes 2-51) sont les sous-fifres de la tribu.

## Arsenal
- G-Phone (Ｇフォン, Jī-Fon?) : transformateur des Gao Rangers. Ils revêtent leurs armures par la commande « Gao Access! » (「ガオアクセス！」, « Gao Akusesu! »?).
- Juh-Oh Sword (獣皇剣, Jū-Ō-ken?) :
- Épée bestiale destructrice du mal (破邪百獣剣, Haja Hyakujūken?) : Formée à partir des armes individuelles des Gao Rangers.
- Gao Joyau (ガオの宝珠, Gao no Hōju?)

## Mechas
- Gao King (ガオキング, Gao Kingu?) (épisode 2) : formé à partir des cinq Power Animals suivants :
  - Gao Lion (ガオライオン, Gao Raion?) : piloté par Gao Red.
  - Gao Eagle (ガオイーグル, Gao Īguru?) : piloté par Gao Yellow.
  - Gao Shark (ガオシャーク, Gao Shāku?) : piloté par Gao Blue.
  - Gao Bison (ガオバイソン, Gao Baison?) : piloté par Gao Black.
  - Gao Tiger (ガオタイガー, Gao Taigā?) : piloté par Gao White.

L'assemblage a lieu à partir de la commande « Fusion centi-animale ! » (「百獣合体！」, « Hyakujū Gattai! »). 
- Gao Muscle (ガオマッスル, Gao Massuru?) : formé à partir des cinq Power Animals suivants :
  - Gao Gorilla (ガオゴリラ, Gao Gorira?)
  - Gao Bison (ガオバイソン, Gao Baison?)
  - Gao Eagle (ガオイーグル, Gao Īguru?)
  - Gao Polar (ガオポーラー, Gao Pōrā?)
  - Gao Bear (ガオベアー, Gao Beā?)

- Gao Hunter (ガオハンター, Gao Hantā?) (épisode 17) : formé à partir des trois Power Animals suivants :
  - Gao Wolf (ガオウルフ, Gao Urufu?)
  - Gao Hammerhead (ガオハンマーヘッド, Gao Hanmāheddo?)
  - Gao Ligator (ガオリゲーター, Gaorigētā?)

- Gao Icarus (ガオイカロス, Gao Ikarosu?) (épisodes 31, 47) : formé à partir des cinq Power Animals suivants :
  - Gao Falcon (ガオファルコン, Gao Farukon?)
  - Gao Giraffe (ガオジュラフ, Gao Jurafu?)
  - Gao Deers (ガオディアス, Gao Diasu?)
  - Gao Rhinos (ガオライノス, Gao Rainosu?)
  - Gao Madillo (ガオマジロ, Gao Majiro?)

- Gao God (ガオゴッド, Gao Goddo?) (épisodes 21, 51) : Robot des anciens Gao Rangers, formé à partir des cinq God Power Animals suivants :
  - Gao Leon (ガオレオン, Gao Reon?) : piloté par l'ancêtre de Gao Red.
  - Gao Condor (ガオコンドル, Gao Kondoru?) : piloté par l'ancêtre de Gao Yellow.
  - Gao Sawshark (ガオソーシャーク, Gao Sōshāku?) : piloté par l'ancêtre de Gao Blue.
  - Gao Buffalo (ガオバッファロー, Gao Baffarō?) : piloté par l'ancêtre de Gao Black.
  - Gao Jaguar (ガオジャガー, Gao Jagā?) : piloté par l'ancêtre de Gao White.

- Gao Kentaurus (ガオケンタウロス, Gao Kentaurosu?) (épisodes 43-44) : formé à partir des cinq Power Animals suivants :
  - Gao Lion (ガオライオン, Gao Raion?)
  - Gao Falcon (ガオファルコン, Gao Farukon?)
  - Gao Elephant (ガオエレファント, Gao Erefanto?)
  - Gao Shark (ガオシャーク, Gao Shāku?)
  - Gao Tiger (ガオタイガー, Gao Taigā?)

- Gao Knight (ガオナイト, Gao Naito?) (Hyakujū Sentai Gaoranger : La montagne de feu) : formé à partir des six Power Animals suivants :
  - Gao Kong (ガオコング, Gao Kong?)
  - Gao Bison (ガオバイソン, Gao Baison?)
  - Gao Shark (ガオシャーク, Gao Shāku?)
  - Gao Eagle (ガオイーグル, Gao Īguru?)
  - Gao Tiger (ガオタイガー, Gao Taigā?)
  - Gao Elephant (ガオエレファント, Gao Erefanto?)

## Épisodes
1. Le lion rugit !! (獅子、吼える‼, Shishi, Hoeru!!?)
2. L'ascension du roi des animaux sacrés !! (精霊王、起つ‼, Shūryō-Ō, Tatsu!!?)
3. La disparition de l'aigle !! (荒鷲が消える‼, Arawashi ga Kieru!!?)
4. Ceux qui n'abandonnent jamais !! (二人でネバギバ‼, Futari de Nebagiba!!?)
5. La montagne bouge !! (山が動く‼, Yama ga Ugoku!!?)
6. Le bison amoureux !! (牛、焦がれる‼, Ushi, Kogareru!!?)
7. La voix des rêves !! (夢が語る‼, Yume ga Kataru!!?)
8. Le chien court !! (犬、走る‼, Inu, Hashiru!!?)
9. Les jumeaux souriants (双子が微笑む, Futago ga Hohoemu?)
10. L'attraction de la Lune !! (月が招く‼, Tsuki ga Maneku!!?)
11. Père, vient à Tokyo (父親、上京。, Chichioya, Jōkyō.?)
12. Qui est le vrai !? (本物はどっち⁉, Honmono wa Dotchi!??)
13. Les premières larmes gelées du bébé (産声が凍る, Ubugoe ga Kōru?)
14. Les pleurs de Soul Bird (魂の鳥が叫ぶ, Tama no Tori ga Sakebu?)
15. Les hurlements du démon !! (鬼、吼える‼, Oni, Hoeru!!?)
16. Le hurlement de la flûte magique ! (魔笛、轟く‼, Mateki, Todoroku!!?)
17. La disparition de l'éléphant… (象が消えて…, Zō ga Kiete…?)
18. Bêtes maléfiques, équipement !! (魔獣、武装‼, Majū, Busō!!?)
19. Le bison démissionne !? (猛牛、脱退⁉, Mōgyū, Dattai!??)
20. La prêtresse capturée !! (巫女囚わる‼, Fujo Torawaru!!?)
21. Lôki est perplexe (狼鬼、惑う, Rōki, Madō?)
22. Le bison géant est blessé !! (巨牛、壊れる‼, Kyo Ushi, Kowareru!!?)
23. La mort de Lôki !? (狼鬼、死す⁉, Rōki, Shisu!??)
24. Le loup d'argent étincelant !! (銀狼、閃く‼, Ginrō, Hirameku!!?)
25. La troisième, Oni-hime, arrive (三代目鬼姫参上, Sandaime Oni Hime Sanjō?)
26. Lôki, le retour (狼鬼、ふたたび, Rōki, Futatabi?)
27. Le méchant poussin (雛がすねる, Hina ga Suneru?)
28. Révélation du secret !! (奥義、伝承‼, Okugi, Denshō!!?)
29. Le cerf guérisseur (鹿が癒す, Shika ga Iyasu?)
30. La pleine lune tue le loup! (満月が狼を殺す！, Mangetsu ga Ōkami o Korosu!?)
31. L'escadron des cent animaux, annihilé!! (百獣戦隊、全滅‼, Hyakujū Sentai, Zenmetsu!!?)
32. Les trois bêtes ont faim !! (三匹が喰う‼, Sanbiki ga Kū!!?)
33. La prière du garçon. (少年が祈る。, Shōnen ga Inoru.?)
34. Le puissant Org en pleurs !? (鉄人鬼、泣く⁉, Tetsujin Orugu, Naku!?)
35. Les Juh-Oh Swords volées (獣皇剣、強奪, Jūōken, Kōdatsu?)
36. Les guerriers dansent (戦士踊る, Senshi Odoru?)
37. Yabaiba est en feu (ヤバイバ燃える, Yabaiba Moeru?)
38. Le combat ultime du roi des esprits (精霊王頂上決戦, Shōryō-Ō Chōjō Kessen?)
39. Dieu nous les enlève (神が連れ去る, Kami ga Tsuresaru?)
40. L'île céleste en ruine (天空島、滅ぶ, Tenkū Shima, Horobu?)
41. Le père Noël est là (サンタが来た, Santa ga Kita?)
42. L'invasion des Orgs ninja ! (鬼忍者侵略!, Orugu Ninja Shinryaku!?)
43. Le lion flamboyant (獅子、灼熱する, Shishi, Shakunetsu Suru?)
44. La chute de Gao's Rock (亀岩、落ちる, Gaozu Rokku, Ochiru?)
45. Le combat n'est pas terminé (闘い終わらず, Tatakai Owarazu?)
46. L'attaque du Nouvel An (正月が襲う, Shōgatsu ga Osou?)
47. Le ronronnement de la machine à vapeur! (蒸気機関、爆走！, Jōkikikan, Bakusō!?)
48. Ils sont de retour (奴らが蘇る, Yatsura ga Yomigaeru?)
49. La matrice est scellée (鬼洞窟、閉じる, Matorikkusu, Tojiru?)
50. La mort des cent animaux (百獣、死す, Hyakujū, Shisu?)
51. Le rugissement des cent animaux !! (百獣、吼える‼, Hyakujū, Hoeru!!?)

## Distribution
Les héros
- Noboru Kaneko : Kakeru Shishi / Gao Red
- Kei Horie : Gaku Washio / Gao Yellow
- Takeru Shibaki : Kai Samezu / Gao Blue
- Kazuyoshi Sakai : Sôtarô Ushigome / Gao Black
- Mio Takeuchi : Sae Taiga / Gao White
- Tetsuji Tamayama : Shirogane / Gao Silver

Soutien
- Takemi : Tetom
- Mikio Osawa : Kaito
- Yasue Satō : Princesse Iriya

La tribu Org
- Maître Org (épisodes 1-49)
- Kōichi Sakaguchi : Yabaiba
- Rei Saito : Tsuetsue
- Hyakkimaru (épisode 23)
- Daisuke Gōri : Org ultime Senki (épisodes 50-51)

## Autour de la série
- On remarquera que Gaku porte le même patronyme que Ryûsuke de Sun Vulcan.
- Gao Red et Ginga Red de Gingaman se ressemblent beaucoup, par leurs couleurs et l'animal qu'ils représentent (le lion).
- Depuis l'été 2004, la Corée du Sud double les saisons de Super Sentai en coréen sous le nom de Power Rangers ; cela a commencé avec Abaranger et s'est suivi au fil des saisons qui étaient diffusés au Japon. Pourtant, en 2010, Gaoranger a été diffusé en Corée du Sud sous le nom de Power Rangers: Jungle Force à la place de Shinkenger ; c'était la septième saison de Super Sentai à être diffusée en Corée du Sud sous le titre de Power Rangers.
- La série n'a pas eu droit à un croisement avec l'équipe qui l'a précédé, mais plutôt un croisement avec les 24 des 25 premiers Red Rangers dans le film Hyakujuu Sentai Gaoranger contre Super Sentai censé commémorer le 25e anniversaire de la franchise Super Sentai.
  - L'événement a été adapté en Power Rangers sous forme d'un épisode spécial intitulé Forever Red dans le cadre de la commémoration de son 10e anniversaire.
- La liste complète des Power Animals est la suivante :

1. Gao Lion (ガオライオン, Gao Raion?) (un lion)
2. Gao Eagle (ガオイーグル, Gao Īguru?) (un aigle)
3. Gao Shark (ガオシャーク, Gao Shāku?) (un requin)
4. Gao Bison (ガオバイソン, Gao Baison?) (un bison)
5. Gao Tiger (ガオタイガー, Gao Taigā?) (un tigre)
6. Gao Elephant (ガオエレファント, Gao Erefanto?) (un éléphant)
7. Gao Giraffe (ガオジュラフ, Gao Jurafu?) (une girafe)
8. Gao Bear (ガオベアー, Gao Beā?) (un ours) et Gao Polar (ガオポーラー, Gao Pōrā?) (un ours polaire)
9. Gao Gorilla (ガオゴリラ, Gao Gorira?) (un gorille)
10. Soul Bird (ソウルバード, Sōru Bādo?) (un oiseau)
11. Gao Wolf (ガオウルフ, Gao Urufu?) (un loup)
12. Gao Hammerhead (ガオハンマーヘッド, Gao Hanmāheddo?) : un requin-marteau
13. Gao Ligator (ガオリゲーター, Gaorigētā?) (un alligator)
14. Gao Rhinos (ガオライノス, Gao Rainosu?) (un rhinocéros) et Gao Madillo (ガオマジロ, Gao Majiro?) (un tatou)
15. Gao Kong (ガオコング, Gao Kongu?) (un gorille)
16. Gao Deers (ガオディアス, Gao Diasu?) (un cerf)
17. Gao Falcon (ガオファルコン, Gao Farukon?) (un faucon)
18. Gao Panda (ガオパンダ, Gao Panda?) (un panda)
19. Gao Peacock (ガオピーコック, Gao Pīkokku?) (un paon)
20. Gao Crow (ガオクローン, Gao Kurōn?) (une corneille)
21. Gao Stingray (ガオスティングレイ, Gao Sutingurei?) (une raie)
22. Gao Horse (ガオホース, Gao Hōsu?) (un cheval)
23. Gao Camel (ガオキャメル, Gao Kyameru?) (un chameau)
24. Gao Mouse (ガオマウス, Gao Mausu?) (une souris)
25. Gao Wallaby (ガオワラビー, Gao Warabī?) (un wallaby) et Ko Wallaby (子ワラビー, KoWarabī?) (un petit wallaby)
26. Gao Tortoise (ガオトータス, Gao Tōtasu?) (une tortue terrestre)
27. Gao Toppy (ガオトッピー, Gao Toppī?) (un morse)
28. Gao Manta (ガオマンタ, Gao Manta?) (une raie manta) et Mini Manta (ミニマンタ, Mini Manta?) (une petite raie manta)
29. Gao Boar (ガオボアー, Gao Boā?) (un sanglier)
30. Gao Bat (ガオバット, Gao Batto?) (une chauve-souris)
31. Gao Cobra (ガオコブラ, Gao Kobura?) (un cobra)
32. Gao Mammoth (ガオマンモス, Gao Manmosu?) (un mammouth)
33. Gao Hawk (ガオホーク, Gao Hōku?) (un faucon)
34. Gao Vulture (ガオヴァルチャー, Gao Varuchā?) (un vautour)
35. Gao Owl (ガオオウル, Gao Ōru?) (un hibou)
36. Gao Swallow (ガオスワロー, Gao Suwarō?) (une hirondelle)
37. Gao Swan (ガオスワン, Gao Suwan?) (un cygne)
38. Gao Turtle (ガオタートル, Gao Tātoru?) (une tortue marine)
39. Gao Koala (ガオコアラ, Gao Koara?) (un koala)
40. Gao Fox (ガオフォックス, Gao Fokkusu?) (un renard)
41. Gao Hedgehog (ガオヘッジホッグ, Gao Hejjihoggu?) (un hérisson)
42. Gao Mingo (ガオミンゴ, Gaomingo?) (un flamant)
43. Gao Cougar (ガオクーガー, Gao Kūgā?) (un puma)
44. Gao Mole (ガオモール, Gaomōru?) (une taupe)
45. Gao Wombat (ガオウォンバット, Gao Wonbatto?) (un wombat)
46. Gao Glider (ガオグライダー, Gao Guraidā?) (un écureuil volant)
47. Gao Kangaroo (ガオカンガルー, Gao Kangarū?) (un kangourou)
48. Gao Fangolin (ガオファンゴリオン, Gao Fangorion?) (un pangolin)
49. Gao Sloth (ガオスロウス, Gao Surousu?) (un paresseux)
50. Gao Rabbit (ガオラビット, Gao Rabitto?) (un lapin)
51. Gao Utan (ガオウータン, Gaoūtan?) (un orang-outang)
52. Gao Prairie (ガオプレーリー, Gao Purērī?) (un chien de prairie)
53. Gao Ape (ガオエイプ, Gao Eipu?) (un gorille)
54. Gao Howl (ガオハウル, Gao Hauru?) (un loup japonais)
55. Gao Crescent (ガオクレッセント, Gao Kuressento?) (un ours noir d'Asie)
56. Gao Toad (ガオトード, Gao Tōdo?) (un crapaud)
57. Gao Kark (ガオカーク, Gao Kāku?) (une grue)
58. Gao Beaver (ガオビーバー, Gao Bībā?) (un castor)
59. Gao Hamster (ガオハムスター, Gao Hamusutā?) (un hamster)
60. Gao Lynx (ガオリンクス, Gao Rinkusu?) (un lynx)
61. Gao Whale (ガオホエール, Gao Hoēru?) (une baleine)
62. Gao Dolphin (ガオドルフィン, Gao Dorufin?) (un dauphin)
63. Gao Grampus (ガオグランパス, Gao Guranpasu?) (une orque)
64. Gao Pelican (ガオペリカン, Gao Perikan?) (un pélican)
65. Gao Lesser (ガオレッサー, Gao Ressā?) (un panda roux)
66. Gao Raccoon (ガオラクーン, Gao Rakūn?) (un raton laveur)
67. Gao Mink (ガオミンク, Gao Minku?) (un vison)
68. Gao Skunk (ガオスカンク, Gao Sukanku?) (un sconse)
69. Gao Mongoose (ガオマングース, Gao Mangūsu?) (une mangouste)
70. Gao Panther (ガオパンサー, Gao Pansā?) (une panthère)
71. Gao Cheetah (ガオチーター, Gao Chītā?) (un guépard)
72. Gao Penguin (ガオペンギン, Gaopengin?) (un manchot)
73. Gao Dugong (ガオジュゴン, Gao Jugon?) (un dugong)
74. Gao Goat (ガオゴート, Gao Gōto?) (une chèvre)
75. Gao Sheep (ガオシープ, Gao Shīpu?) (un mouton)
76. Gao Seal (ガオシール, Gao Shīru?) (un phoque)
77. Gao Donkey (ガオドンキー, Gao Donkī?) (un âne)
78. Gao Hound (ガオハウンド, Gao Haundo?) (un chien de chasse)
79. Gao Potamus (ガオポタマス, Gaopotamasu?) (un hippopotame)
80. Gao Rednose (ガオレッドノーズ, Gao Reddonōzu?) (un renne)
81. Gao Dile (ガオダイル, Gaodairu?) (un crocodile)
82. Gao Lizard (ガオリザード, Gao Rizādo?) (un lézard)
83. Gao Chameleon (ガオカメレオン, Gao Kamereon?)(un caméléon)
84. Gao Coyote (ガオコヨーテ, Gao Koyōte?) (un coyote)
85. Gao Zebra (ガオゼブラ, Gao Zebura?) (un zèbre)
86. Gao Jaws (ガオジョーズ, Gao Jōzu?)  (un requin)
87. Gao Gaur (ガオガウル, Gao Gauru?) (une vache)
88. Gao Eel (ガオイール, Gao Īru?) (une anguille)
89. Gao Serpent (ガオサーペント, Gao Sāpento?) (un serpent de mer)
90. Gao Jackal (ガオジャッカル, Gao Jakkaru?) (un chacal)
91. Gao Ryx (ガオリックス, Gaorikkusu?) (une antilope)
92. Gao Carp (ガオカープ, Gao Kāpu?) (une carpe)
93. Gao Salamander (ガオサラマンダー, Gao Saramandā?) (une salamandre)
94. Gao Snake (ガオスネーク, Gao Sunēku?) (un serpent)
95. Gao Leon (ガオレオン, Gao Reon?) (un lion)
96. Gao Condor (ガオコンドル, Gao Kondoru?) (un condor)
97. Gao Sawshark (ガオソーシャーク, Gao Sōshāku?) (un requin-scie)
98. Gao Buffalo (ガオバッファロー, Gao Baffarō?) (un buffle d'Asie)
99. Gao Jaguar (ガオジャガー, Gao Jagā?) (un jaguar)
100. Flame Pyo (炎のピヨちゃん, Honō no Piyo-chan?)

- « Gao » vient de「ガオー」 (« Gaō »), onomatopée japonaise imitant le rugissement.